# Horacio de la Vega
Horacio de la Vega Flores (Città del Messico, 3 giugno 1975) è un ex pentatleta messicano.

## Palmarès
In carriera ha conseguito i seguenti risultati:
- Mondiali:

Sofia 1997: argento nel pentathlon moderno staffetta a squadre.
Città del Messico 1998: oro nel pentathlon moderno a squadre.